# Contra III: The Alien Wars
Contra 3: The Alien Wars (в Японии — Contra Spirits, в Европе — Super Probotector: Alien Rebels, также известна под названием Contra Advance: The Alien Wars EX в Америке и Европе, и Contra: Hard Spirits в Японии для Game Boy Advance) — третья игра из серии, была выпущена фирмой Konami в 1992 году для приставки SNES. Завязка сюжета заключается в том, что на Землю, с целью её захвата, напали инопланетяне. И двум героям снова предстоит восстановить справедливость. Играть можно одному или вдвоём.

## Описание
Графика традиционно хороша, как и в других частях этой серии. Передние и задние планы тщательно прорисованы. Создавая спецэффекты в игре, разработчики выжали по максимуму имеющиеся возможности приставки. Музыка хороша, треки индивидуальны по характеру и исполнены в разных стилях, среди которых можно встретить действительно необычные. Звуковые эффекты выполнены довольно слабо, но это не мешает играть.
Дизайн уровней разнится от одного к другому. Более ранние сделаны интересней, поздние сделаны хуже: меньше детализация, меньше обычных врагов, бои, в основном, акцентированы на тяжёлых противниках, «боссах». Музыку к игре написал композитор Таппи Ивасэ.
Если вы полностью пройдёте игру, то она начнётся с самого начала, но на более сложном уровне. А именно: пули врагов летят намного быстрее, враги чаще стреляют, некоторые объекты вылезают, когда вы в самом неприятном положении.

## Сюжет
Сюжет приводится по японской версии игры.
Спустя два года, после прошлых столкновений, в 2636 году пришельцы, потерпевшие поражение от бойцов Contra, начинают полномасштабное вторжение на Землю. Спустя полгода герои прошлых сражений, Билл и Лэнс высаживаются в разрушенном городе, захваченном пришельцами.

## Игровой процесс
В игре можно передвигаться не только пешком, но и с помощью транспортных средств.
Большинство уровней имеют вид сбоку, два уровня — с видом сверху. У приставки SNES имеется графический режим, называемый «Mode 7», в котором может отображаться только один слой (layer), но он может свободно вращаться и изменять свои размеры, почти без потерь быстродействия. Contra III: The Alien Wars — одна из немногих игр, использующая этот режим для создания полноценных игровых сцен. В большинстве других игр того времени, в уровнях с видом сверху игрок мог передвигаться в восьми направлениях, насколько это позволял геймпад, и стрелять в направлении движения. Что накладывало очевидные ограничения. В Contra III: The Alien Wars фигурка главного героя была всегда повёрнута лицом вперёд, к верху экрана. Персонаж также мог двигаться в восьми направлениях, но не поворачиваясь. А нажатиями кнопок L и R, расположенных сзади геймпада, можно было поворачивать игровую сцену вокруг героя. Это давало играющим свободу движений, сравнимую с таковой в 3D-шутерах — например, можно уворачиваться от выстрелов, не теряя при этом врагов из виду, всегда держа их под обстрелом. Также можно было ложиться на землю, что спасало от пуль.
Если в игру играло двое, то в таких уровнях экран делился на две части, и каждый мог бегать по любому участку поля, независимо от товарища.
Если 2 игрока выберут одну точку, то экран делится не будет, и игроки будут бегать вместе.
В Contra III: The Alien Wars игрок может иметь два вида оружия, по необходимости переключаясь между ними. Существует возможность стрелять из двух стволов сразу. Для этого нужно зажать L+R и герой становится в героическую позу в уровнях с видом сбоку или начинает крутиться и стрелять одновременно в уровнях с видом сверху.

## Региональные отличия
Как и прошлые игры, Contra III: The Alien Wars имеет различия, зависящие от региона выхода. Североамериканский релиз в целом сложнее японской версии, в нём отсутствует код Konami, несколько переделаны концовки в зависимости от уровня сложности (финальный босс и полная концовка доступны только на уровне Hard, когда как в японской — на уровне Normal). В североамериканском релизе были попытки привести сюжет к каноничному — теперь действия происходят в будущем 2636 году, но при этом героев Джимбо и Салли называют «потомками» оригинальных героев предыдущих игр Contra.
Европейская версия по-прежнему развивается в рамках серии Probotector: главные персонажи и некоторые противники заменены роботами.

## Оценки
| Сводный рейтинг    | Сводный рейтинг | Сводный рейтинг | Сводный рейтинг   |
| Издание            | Оценка          | Оценка          | Оценка            |
| Издание            | Game Boy        | GBA             | SNES              |
| ------------------ | --------------- | --------------- | ----------------- |
| GameRankings       |                 | 64,09 %         | 86,35 %           |
| Иноязычные издания |                 |                 |                   |
| Издание            | Оценка          | Оценка          | Оценка            |
| Издание            | Game Boy        | GBA             | SNES              |
| AllGame            |                 |                 | [ 6 ]             |
| EGM                | [ 7 ]           |                 |                   |
| IGN                |                 |                 | (Virtual Console) |

Версия для Game Boy получила положительные отзывы от Electronic Gaming Monthly и GamePro, оба из которых выразили удивление по поводу того, насколько точно она воссоздавала версию для Super NES, в особенности специальные эффекты типа прорисовки приближающегося самолёта на первом уровне. Оба обозревателя из EGM отметили, что единственной слабостью была неудобная конфигурация управления, когда она запущена на Super Game Boy.
Обозревая переиздание версии для Super NES на Virtual Console, IGN раскритиковал малую продолжительность игры, но похвалил нововведения в серии, такие, как вращающееся игровое поле на втором и пятом уровнях, и отметил, что «Contra III, возможно, лучшее издание в серии Contra, поскольку она отполировала геймплей предыдущих игр и подняла энергию действия еще выше, чем раньше».